# Michail Anatoljewitsch Boizow
Michail Anatoljewitsch Boizow (russisch Михаил Анатольевич Бойцов, wiss. Transliteration Michail A. Bojcov; * 1961 in Moskau) ist ein russischer Historiker.
Michail Boizow studierte von 1978 bis 1983 an der Lomonossow-Universität in Moskau und von 1982 bis 1983 an der Humboldt-Universität zu Berlin. In Moskau wurde er 1986 mit einer Arbeit über Reichsversammlungen in Deutschland in der zweiten Hälfte des 14. Jahrhunderts promoviert. Von 1991 bis 1993 war er Stipendiat des Deutschen Akademischen Austauschdienstes. Von 1991 bis 2011 war Boizow wissenschaftlicher Mitarbeiter und Dozent am Lehrstuhl für Mittelalterliche Geschichte der Lomonossow-Universität. Seine Habilitation über politisches Zeremoniell im Heiligen Römischen Reich im 14. bis frühen 16. Jahrhundert erfolgte im Jahr 2011. Seit 2011 lehrt er als Professor an der Fakultät für Geschichte der Nationalen Forschungsuniversität „Hochschule für Ökonomie“. Boizow ist seit 2012 Leiter des Zentrums für Mittelalterforschung. Boizow hatte Gastprofessuren im Juni 2000 an der Universität Bern, im Juli 2003 an der University of Wales, im September 2005 an der Universität Augsburg, im Sommersemester 2008 an der Ruprecht-Karls-Universität Heidelberg inne. Im Dezember 2010 und Mai 2012 war er Gastforscher an der Ludwig-Maximilians-Universität München.
Boizow legte mehr als 190 Veröffentlichungen vor. Seine Forschungsschwerpunkte sind politischer Symbolismus im europäischen Mittelalter und spätmittelalterliche fürstliche Höfe. In den Jahren 2002 und 2003 veranstaltete er mit Otto Gerhard Oexle deutsch-russische Kolloquien in Göttingen und Moskau über die Bilder der Macht in Mittelalter und Neuzeit. Dabei ging es um die Funktion gedachter und realer Bilder bei der Repräsentation der Macht. Im Oktober 2011 richtete er gemeinsam mit Gerd Althoff die Tagung zur internationalen Kultur der Staatsgeschenke aus (Die Sprache der Gaben. Die Regeln der symbolischen Kommunikation in Europa 1100–1700). Dabei standen die kulturellen Praktiken des Schenkens und des Gabentausches vom 12. bis 17. Jahrhundert in vergleichender Perspektive im Blickpunkt. Boizow war von 2002 bis 2006 Mitglied des internationalen Kuratoriums des Max-Planck-Instituts für Geschichte in Göttingen. Seit 2009 ist er Mitglied im wissenschaftlichen Beirat der Zeitschrift für historische Forschung. Seit 2012 ist er korrespondierendes Mitglied der Zentraldirektion der Monumenta Germaniae Historica.

## Schriften
- als Herausgeber mit Otto Gerhard Oexle: Bilder der Macht in Mittelalter und Neuzeit. Byzanz – Okzident – Rußland (= Veröffentlichungen des Max-Planck-Instituts für Geschichte. Bd. 226). Vandenhoeck & Ruprecht, Göttingen 2007, ISBN 978-3-525-35878-8.